# 莲花河 (山东省)
莲花河是莱芜区高庄街道的河流，起源于后坡村，在关帝庙村注入新甫河，再流约50米入牟汶河。全长约20公里。由发源处的莲花山而得名。沟里水库在河道上。